# Colombia ai Giochi della XVII Olimpiade
La Colombia partecipò ai Giochi della XVII Olimpiade che si sono svolti a Roma dal 25 agosto all'11 settembre 1960, con una delegazione di 16 atleti impegnati in cinque discipline per un totale di 13 competizioni. Portabandiera alla cerimonia di apertura fu lo schermidore Emilio Echeverry, alla sua seconda Olimpiade.
Fu la quinta partecipazione di questo paese ai Giochi. Non furono conquistate medaglie.